# Bitwa pod Paju
Bitwa pod Paju (est. Paju lahing) – bitwa tocząca się w trakcie trwania estońskiej wojny o niepodległość, rozegrała się 31 stycznia 1919 roku. Po ciężkich walkach Estończycy i Finowie pokonali komunistycznych strzelców łotewskich.

## Tło bitwy
W pierwszych dnia stycznia 1919 roku, siły estońskie przeprowadziły kontratak na całej linii frontu z Sowietami. Ich celem było wyzwolenie północnej części Estonii m.in. miasta Narwa, które zdobyto 17 stycznia. Wtedy też siły te skierowały się na południe kraju. 14 stycznia partyzanci dowodzeni przez porucznika Juliusa Kuperjanova, wraz ze wsparciem pociągu pancernego, zdobyli miasto Tartu.
W tamtym okresie jedyne działające połączenie kolejowe, którym Armia Czerwona mogła się posługiwać przechodziła przez miasto Valga, dlatego też tak ważna była obrona tej linii przez Sowietów. Duża część elity strzelców łotewskich została wysłana w tamten region w celu odparcia Estończyków. Głównodowodzący wojsk estońskich  Johan Laidoner zreorganizował swoje siły włączając do walk siły fińskich ochotników dowodzonych przez pułkownika Hansa Kalma. Natomiast fiński generał Martin Wetzer został mianowany dowódcą frontu południowego.

## Bitwa
Do wyzwolenia miasta Valga było potrzebne zdobycie miasteczka Paju. 30 stycznia grupa partyzantów spróbowała zdobyć Paju lecz bezskutecznie. Dowódca partyzantów Julius Kuperjanov wraz z 300 ludźmi, 2 działami oraz 13 karabinami maszynowymi postanowił odbić miasteczko następnego dnia. Użycie pociągu pancernego było niemożliwe aż do czasu odbudowy zniszczonego mostu kolejowego w  Sangaste. Po drugiej stronie łotewscy strzelcy mieli do dyspozycji 1200 ludzi, 4 działa oraz 32 karabiny maszynowe. Oprócz tego byli wspierani przez pociąg opancerzony oraz samochody pancerne.
Partyzanci zaatakowali z otwartego pola na pozycje wojsk sowieckich. W odległości 400 m bolszewicy otworzyli ogień, co poniosło ze sobą liczne starty wśród atakujących. Kuperjanov dowodził swoimi wojskami osobiście, tak ja to czynił w przeszłości, podczas ataku został ranny. Zmarł dwa dni po bitwie. Po ataku Estończyków na pole bitwy przybyli fińscy ochotnicy w sile 380 ludzi, którzy przynieśli ze sobą 4 działa oraz 9 karabinów maszynowych. Ich frontalny atak przyniósł również spore straty w ludziach.
Wieczorem Estończycy oraz Finowie zdobyli park wokół Paju. Po zaciętych walkach, w których miasteczko przechodziło z rąk do rąk, Estończykom udało się w końcu zdobyć miejscowość. Następnego dnia nie napotykając jakiegokolwiek oporu zdobyli oni miasto Valga.

### Po bitwie
Krwawa bitwa pod Paju w rezultacie zdecydowała o wyzwoleniu Valgi następnego dnia. Estońskie zwycięstwo odcięło Sowietów od zaopatrywania za pomocą kolei oraz wyeliminowało użycie przez nich pociągów pancernych. Wkrótce po wydarzeniach bitwy estońska armia wyzwoliła cała południową Estonię, a jej armia wkroczyła na teren północnej Łotwy.
W hołdzie Juliusiowi Kuperjanovi, który zmarł 2 lutego, brygada partyzantów, którą dowodził,  została przemianowana na Batalion Partyzancki im. Juliusa Kuperjanova. Obecnie batalion piechoty w estońskiej armii również nosi imię Kuperjanova.
W 1994 roku, w 75. rocznicę bitwy, ówczesny prezydent Estonii Lennart Meri odsłonił pomnik ku czci walczących tam żołnierzy.